# Tarentola rudis
Espèce
Synonymes
- Tarentola delalandii var. rudis Boulenger, 1906

Statut de conservation UICN

 DD  : Données insuffisantes
Tarentola rudis est une espèce de geckos de la famille des Phyllodactylidae.

## Répartition
Cette espèce est endémique des îles du Cap-Vert. Elle se rencontre sur les îles de Sal et dans le Sud de Santiago.

## Taxinomie
Les sous-espèces Tarentola rudis boavistensis, Tarentola rudis protogigas et Tarentola rudis maioensis ont été élevées au rang d'espèce par Vasconcelos, Perera, Geniez, Harris & Carranza en 2012 et la sous-espèce Tarentola rudis hartogi est alors devenue une sous-espèce de Tarentola protogigas.

## Publication originale
- Boulenger, 1906 : Report on the reptiles collected by the late L. Fea in West Africa. Annali di Museo Civico di Storia Naturale di Genova, ser. 3, vol. 2, p. 196-216.